# 易泊卡

標誌

易泊卡是香港運輸署於1998年推出，用於路邊停車收費錶及其轄下停車場的儲值式電子貨幣卡，取代原來使用硬幣的收費錶。易泊卡使用接觸式智能卡技術，由於有不少問題，至2004年全部淘汰，改為使用八達通。
香港運輸署亦曾試驗使用 Mondex 和 Visa Cash 的收費泊車咪錶，以減少發行易泊卡的費用，現在亦已全部淘汰。

## 參改資料
1. ↑  .   [2011-07-27]. （原始内容存档于2016-03-04）.
2. ↑  易泊卡既不環保又不能增值，設計應多作改善[永久]
3. ↑  .   [2011-07-27]. （原始内容存档于2016-03-04）.
4. ↑  .   [2011-07-27]. （原始内容存档于2004-07-08）.

## 外部連結
- 部分易泊卡照片